# Karl Mays Humoresken und historische Erzählungen
Karl Mays Humoresken und historische Erzählungen sind kürzere Texte aus Karl Mays Frühwerk. Über die historische Persönlichkeit Leopold I. von Anhalt-Dessau, bekannt als „der Alte Dessauer“, verfasste May eine Reihe historischer Erzählungen als Militärhumoresken.

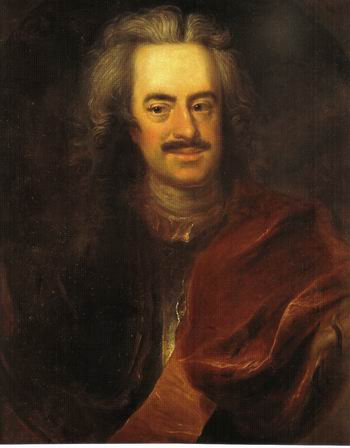
Leopold I., Fürst von Anhalt-Dessau

## Entstehung
Bis Karl May seine Profession als Autor von Reiseerzählungen fand, versuchte er sich in seinem Frühwerk an verschiedenen Richtungen der Unterhaltungsliteratur. Dazu gehörten u. a. Humoresken und historische Erzählungen. Die humorvollen Texte bildeten den Gegensatz zu Mays ernsten Erzgebirgischen Dorfgeschichten, die ebenfalls aus dieser Schaffensperiode stammen.

### Die Humoresken im Allgemeinen

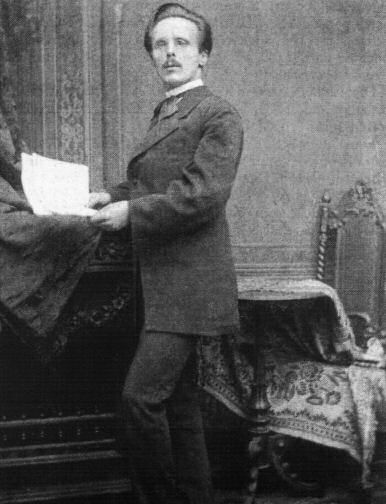
Karl May zur Zeit seines Frühwerks

Karl Mays Leben war angefüllt mit Miseren, Missgeschicken und Katastrophen. Er selbst bezeichnete sich später als ein Lieblingskind der Not, der Sorge, des Kummers. Dennoch war er immer zu Späßen aufgelegt, durchsetzte seine Werke ausgiebig mit komischen Elementen und gehörte zu den wenigen erfolgreichen deutschsprachigen Humoristen des 19. Jahrhunderts. Nach Michael Zaremba speiste sich die „humoristische Energie [...] aus massiven Verdrängungsproblemen, die mit seinem Vorleben und seinem Charakter“ zusammenhingen. Mit Humor versuchte May die schlechte Wirklichkeit zu überwinden und empfand diesen als heilsam. Mays Anspruch, seine Sujets stammten aus dem wirklichen Leben und alles sei selbst erlebt, ist auf Grund der autobiographischen Relevanz dieser Texte insofern korrekt, da er lediglich die tatsächlichen Verhältnisse umkehrte. Seine Fehler und Charakterschwächen der Jugendjahre stellte er als Narrenfiguren dar, die er dem Gelächter preisgab. Inspiration fand May zudem im karnevalistischen Treiben von Batzendorf, einer fiktiven, von den Bürgern seiner Heimat gespielten Gemeinde.
Laut eigenen Angaben hatte May schon in den 1860er Jahren Humoresken veröffentlicht. Um 1864 versuchte sich May an einem humoristischen Bühnenstück: Die Pantoffelmühle. Posse mit Gesang und Tanz in acht Bildern. Es blieb zwar unvollendet, aber Motive daraus finden sich in mehreren seiner Werke: u. a. in Die drei Feldmarschalls, Ziege oder Bock und Der Scheerenschleifer. Während Mays zweiter Haftzeit (1865–1868) legte er ein Nachschlagewerk, Repertorium C. May, mit über hundert Titeln und Sujets hauptsächlich aus verfügbarer Literatur an, in dem einige Titel mit später selbst verfassten Humoresken korrespondieren (Im Seegerkasten, Im Wasserständer, das unvollendete In den Eiern) oder an solche erinnern. Zwar datiert die Forschung die Entstehungszeit einiger Humoresken auf 1868–1870 (dann folgte die dritte Haftzeit: 1870–1874), allerdings konnte noch keine Veröffentlichung einer Erzählung vor 1874 nachgewiesen werden. Die älteste bekannte Humoreske erschien 1875.
Über die historischen Persönlichkeiten Leopold I. von Anhalt-Dessau und Gebhard Leberecht von Blücher verfasste May historische Erzählungen als Militärhumoresken. Ab 1879 erschienen keine neuen Humoresken ohne historischen Hintergrund mehr. Stattdessen folgte nun bis 1883 der Großteil der Dessauer-Geschichten.

### Die historischen Erzählungen im Allgemeinen

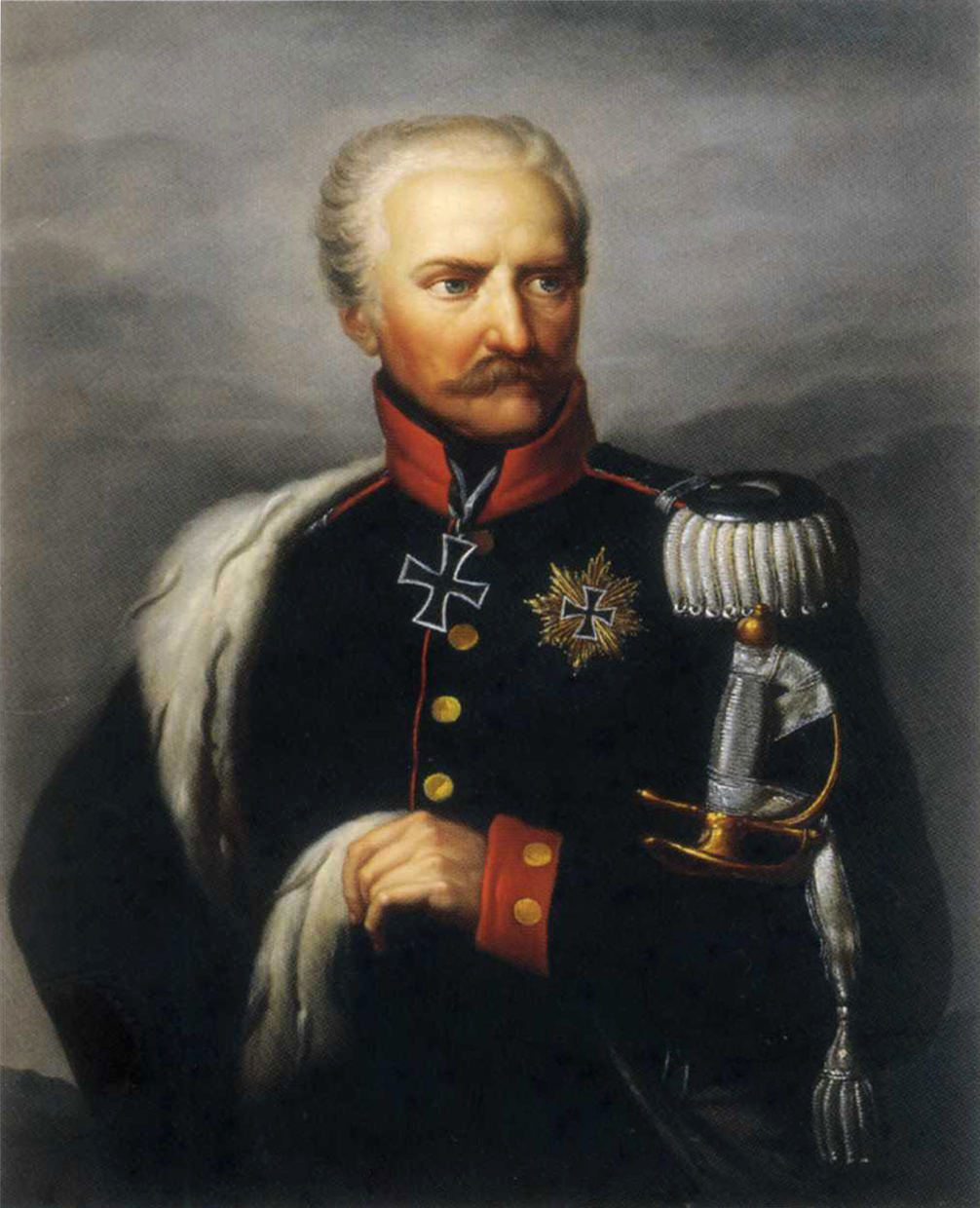
Gebhard Leberecht von Blücher

Zu Mays Zeiten waren Berichte über historische Persönlichkeiten begehrt, vor allem wenn es sich um novellistisch erweiterte Anekdoten handelte. So bildete z. B. die Gestalt des Alten Dessauers Stoff für viele Schriftsteller. Besonders die Kombination aus Militär und Witz war im Deutschen Reich sehr beliebt. Derartige Erzählungen wurden von Verlagen und Lesern populärer Familienzeitschriften erwartet und May hatte bereits früh begonnen, den literarischen Markt zu beobachten. Also versuchte er von Anfang an, viele Erzählungen mit einem historischen Aufhänger zu versehen, um besonderes Interesse bei seiner Leserschaft zu finden. Das Repertorium C. May enthält auch Einträge, die sich mit preußischer bzw. deutscher Geschichte befassen.
Die Rose von Ernstthal (1874 oder 1875) ist die älteste bekannte Veröffentlichung einer May-Erzählung. Sie gehört sowohl zu den historischen Erzählungen als auch zu den Erzgebirgischen Dorfgeschichten. Allerdings ist sie weniger durch Dorf- als vielmehr durch Kleinstadt- und Soldaten-Milieu geprägt und weist hohe Ähnlichkeit mit den darauf folgenden Erzählungen über den Alten Dessauer auf, der darin bereits erwähnt wird. Viele Handlungselemente dieses Werkes hatte May in späteren Erzählungen wieder aufgegriffen und variiert.
May griff sowohl auf inner- wie auch außereuropäische Geschichte und Persönlichkeiten zurück, über die er sich durch Quellenstudien in entsprechender Literatur sowie in Lexika informierte, und vermischte seine Erzählungen mit abenteuerlicher Handlung oder dem kriminalistischen Schema. 1879 erschien mit Three carde monte Mays erste Erzählung für den Deutschen Hausschatz in Wort und Bild, der für viele Jahre dessen Hauptpublikationsorgan werden sollte. Hierin erschienen auch alle folgenden historischen Erzählungen ohne Dessauer-Bezug, bevor May dort ab 1883 fast nur noch Reiseerzählungen veröffentlichte. Die Arbeit an diesen und die Arbeitslast durch die Kolportageromane führten zum Ende des Frühwerkes.

### Die Dessauer-Geschichten im Besonderen
Leopold I., genannt „der Alte Dessauer“, (1676–1747) war Fürst von Anhalt-Dessau, der erste wichtige preußische Heeresreformer und einer der populärsten preußischen Generäle. Keine andere Persönlichkeit hat May so nachhaltig und andauernd fasziniert. Zu seiner Zeit war die Gestalt Leopolds I. bereits anekdotisch verzerrt und die Literatur entsprechend gefärbt, so dass Mays Blick auf die negativen Seiten dieser Person getrübt und verklärt war. Die Anekdoten wiesen ihn als strengen und schwierigen Landesfürsten aus, der aber durch sein humoriges Wesen bei seinen Soldaten und dem Volk beliebt war. Dies machte ihn für May sympathisch; er hielt ihn für besonders volkstümlich und urwüchsig. Zudem hatte May die Bestrafung seiner einstigen Verfehlungen als zu hart empfunden und wollte Rache nehmen. Indem er Leopold I. und seine Truppen, die einst das sächsische Militär bezwungen hatten, in den ersten Erzählungen (Die Rose von Ernstthal und Unter den Werbern) über die Sachsen triumphieren ließ, konnte er seinen Rachefeldzug gegen die sächsische Polizei und Justiz literarisch fortsetzen. Wiederkehrend tauchen in Mays Texten Figuren auf, die seinen Vater Heinrich August May spiegeln, über den er später schrieb, er wäre ein Mensch mit zwei Seelen [gewesen]. Die eine Seele unendlich weich, die andere tyrannisch. Auch in der Darstellung des Fürsten ist das ambivalente Vaterbild erkennbar.
Nachdem Leopold I. bereits in Mays ältester Erzählung erwähnt worden war, stand er selbst im Mittelpunkt einer der ältesten bekannten Veröffentlichungen einer Humoreske: Ein Stücklein vom alten Dessauer (1875). Der Fürst war durch die 200. Wiederkehr seines Geburtstages im folgenden Jahr besonders präsent. May reiste zu Studienzwecken nach Dessau und hatte Gelegenheit sämtliche damals verfügbare Literatur über den Fürsten zu studieren. Unter dem Eindruck dieser Reise entstand Unter den Werbern, und sieben weitere Geschichten über den Alten Dessauer sollten während der nächsten Jahre folgen. An den späteren Geschichten zeigt sich Mays schriftstellerische Entwicklung, da sie eine Verflechtung mehrerer Handlungsstränge sowie bessere Figurenzeichnung und Darstellung der Situationskomik aufweisen. Zu Mays Quellen gehörten u. a. Karl August Varnhagen von Enses „Biographische Denkmale“ und Franz Carions Roman „Der alte Dessauer“.
Obwohl Pandur und Grenadier (1883) die letzte Dessauer-Erzählung bildete, ließ May dieses Thema nicht los: 1892 teilte er seinem Verleger Friedrich Ernst Fehsenfeld mit, er plane eine Posse über den Fürsten. Dafür unternahm er 1894 und 1898 Studienreisen nach Dessau. Während der letzten Reise kam er nach Gartow und Umgebung, Handlungsorte mehrerer Dessauer-Geschichten, wo May durch ungewöhnlich hohe Trinkgelder auffiel und darum von der Polizei bis zur Identitätsfeststellung unter Arrest gestellt wurde. In der Literatur wurde angenommen, dass dieses Ereignis May so sehr schockiert habe, dass er sein Werk nicht mehr verwirklichte. Allerdings gibt es Hinweise, dass er den Vorfall keineswegs derart ernst genommen hat, sondern dass wohl Zeitmangel, die anschließende Orientreise und die Hinwendung zum Spätwerk die Umsetzung verhindert haben.

## Inhalt

### Grundzüge der Humoresken
Fast alle Humoresken spielen in Deutschland. In den Texten ohne historischen Bezug weisen Milieu und Dialekt auf das Erzgebirge als Handlungsort hin, wo die Geschichte sich öfters in zwei Nachbarorten abspielt. Die Leserschaft wird häufig in eine Erzählerrunde versetzt, in der einer der Teilnehmer seine Geschichte vorträgt. Fast alle Humoresken handeln mehr oder weniger davon, dass zwei Liebende, deren Verbindung verschiedenste Gründe entgegenstehen, zueinander finden. In den Humoresken ohne historischen Hintergrund steht meist der Wille des Vaters oder beider Elternteile dagegen, wobei es weniger um Standesunterschiede der Liebenden, als vielmehr um das Ansehen der Eltern geht: Zum Beispiel steht der abgelehnte Schwiegersohn in Verbindung mit dem Konkurrenten des Vaters oder ein erwünschter Schwiegersohn soll die Familie bereichern. Häufig geraten die Eltern des Mädchens in die Patsche oder befinden sich bereits darin. Meist kommt die Verbindung zustande, weil sie entweder der Drohung nachgeben, der Lächerlichkeit preisgegeben zu werden, oder ihrem Retter zu Dank verpflichtet sind. Die Konfliktlösung kann sowohl durch die Umsicht des Helden, als auch durch Zufall erfolgen. In den Militärhumoresken sprechen zudem politische oder militärische Gründe gegen ein Zusammenkommen der Verbindung und hier sorgt meist der Alte Dessauer für Abhilfe.
May behandelt ernste Themen wie Armut, Laster, die Willkür der Mächtigen und das Zusammenkommen Liebender mit Schmunzeln und Augenzwinkern.
Mit Hilfe der Streiche werden die Unterdrücker entwaffnet und die Unterdrückten kommen zu ihrem Recht. Dabei handelt es sich aber nicht um Revanche, sondern die Strafe wirkt befreiend. Somit liegt vielen Texten eine Moral zugrunde, z. B. Kritik am Gespenster- und Aberglaube, an Trunksucht oder am Bismarck-Kult. Da die Mächtigen Missgeschicke erfahren und der Alte Dessauer zum volksnahen Landesvater verzerrt wird, kann man laut Martin Lowsky von einem antibürgerlichen Affekt sprechen.

### Spezifisches der Dessauer-Geschichten
In den Geschichten um den Alten Dessauer treten vier Motive regelmäßig auf: Anekdoten über den Fürsten, die Maskerade, das Pressen und das bereits oben erwähnte Zusammenführen von Liebenden. May benutzt ein festes, relativ begrenztes Handlungsrepertoire, dessen Grundzüge meist aus seinen Vorlagen stammt.

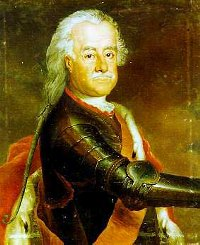
Der Alte Dessauer

May beschreibt Leopold I. als „gewaltigen Rohling, als Säufer und Spieler, als skrupellosen Rekrutenfänger. Er dröhnt und flucht und schlägt auch zu mit dem Stock“. Aber er ist eine ambivalente Figur; er nimmt Unrecht zurück und macht Schaden wieder gut, z. B. jenen seiner Beamten, von deren bösen Machenschaften er nichts weiß. „Zornig und hart, weich und gemütlich, herrisch und leutselig, wüst und doch hilfsbereit, das ist er alles zugleich“, fasst Hermann Wohlgschaft zusammen. Selbst despotische Herrschaftsmethoden, eigentlich Ausdruck absolutistischer Macht, erscheinen nur als Ergebnis seiner Grobheit und Ausstrahlung der Persönlichkeit. Der Fürst erscheint deshalb als liebenswerte und gute Gestalt, da er selbst Narrentum in sich birgt, selber über sich lachen kann, seine Gewalttaten durch Komik überstrahlt werden und sich sein Tun – oft durch Zufall – am Ende als von Vorteil erweist. Die Einwilligung zur Heirat und die Übertragung der Verwaltung eines Gutes werden vom Fürsten als Belohnung vergeben, während die negativen Charaktere mit Zwangsrekrutierung bestraft werden. Wiederkehrend werden die Vorliebe für den Dessauer Marsch, nach dessen Melodie Leopold I. alle Lieder gesungen habe, sowie dessen dubiose Lese- und Schreibkünste erwähnt. „Dies geschieht durchaus nicht in der Absicht, ihn lächerlich zu machen; vielmehr will May dadurch die originellen, kauzigen Züge des Landesherren betonen, der keineswegs als blasierter Adliger, sondern im Gegenteil als einfacher, ,volkstümlicher’ Mann dargestellt werden sollte“, so Christoph F. Lorenz. Lowsky stellt fest, dass durch die Verkleidungen die Standesunterschiede aufgehoben werden (antifeudalistischer Impuls), die „Rauhbeinigkeit schließlich zur Kultursatire gerät“ und Sozialkritik durchblickt, wenn May ein Stimmungsbild vom Alltag im Dessauer Schloss gibt.
Neben Leopold I. lässt May weitere historische Persönlichkeiten auftreten. Aus dessen Familie stellt May die bürgerliche Gemahlin des Fürsten Anna Luise, genannt Anneliese, Tochter Luise und ihren späteren Gatten Viktor II. Friedrich von Anhalt-Bernburg sowie Sohn Moritz vor. Zudem macht er die Leser mit Johann Georg von Raumer und Soldatenkönig Friedrich I. Wilhelm – zunächst noch Kronprinz – bekannt. Auf Seiten der Gegenspieler stehen der Schwedenkönig Karl XII. und Carl Piper, der Herzog von Sachsen-Merseburg und Graf Johann Georg III. von Mansfeld, die Hannoveraner Prinz Friedrich Ludwig von Hannover und Andreas Gottlieb von Bernstorff sowie Franz von der Trenck. Weitere historische Persönlichkeiten, besonders Friedrich der Große, werden erwähnt.
Die Handlungsorte und -zeiten sowie die historischen Hintergründe der einzelnen Geschichten sind in folgender Tabelle angegeben:
| Titel                            | Handlungsorte                    | Handlungszeit          | Geschichtlicher Hintergrund                                                           | Gegenspieler                  |
| -------------------------------- | -------------------------------- | ---------------------- | ------------------------------------------------------------------------------------- | ----------------------------- |
| Der Scheerenschleifer            | Halberstadt, Dankerode, Allstädt | 1707                   | Großer Nordischer Krieg (1700–1721) Sequestration der Grafschaft Mansfeld (1579–1780) | Schweden, Mansfeld            |
| Ein Stücklein vom alten Dessauer | Dessau, Wahlsdorf                | vmtl. zw. 1720 u. 1730 |                                                                                       | ein Amtmann                   |
| Der Pflaumendieb                 | Dessau, Leinefeld                | 1724                   |                                                                                       | Jesuiten, ein Amtmann         |
| Ein Fürst-Marschall als Bäcker   | Dessau, Lüchow, Wustrow, Lenzen  | 1726                   |                                                                                       | Friedrich Ludwig von Hannover |
| Fürst und Leiermann              | Prezelle, Ziemendorf             | 1741                   | Erster Schlesischer Krieg (1740–1742)                                                 | Hannoversche Werber           |
| Die drei Feldmarschalls          | Lenzen, Gartow                   | 1741                   | Erster Schlesischer Krieg (1740–1742)                                                 | Hannoversche Werber           |
| Pandur und Grenadier             | Studenetz, Humpoletz, Chrudim    | 1742                   | Erster Schlesischer Krieg (1740–1742)                                                 | Franz von der Trenck          |
| Der Amsenhändler                 | Dessau, Gartow, Lenzen           | 1743                   |                                                                                       | Hannoversche Werber           |
| Unter den Werbern                | Dessau, Beyersdorf, Bitterfeld   | 1745                   | Zweiter Schlesischer Krieg (1744–1745)                                                | Sächsische Werber             |

Der Alte Dessauer geht in jeder Geschichte Inkognito oder in der häufig titelgebenden Verkleidung (z. B. als Ameisenhändler, Bäckergeselle, Bettler, Drehorgelspieler, Handwerksbursche, Müllergeselle oder Scherenschleifer) unter das Volk, um zu spionieren, „Lange Kerls“ für seine Armee zu fangen oder zu erfahren, was man über ihn und seine Politik denkt. Dabei gerät er durch seine menschlichen Schwächen (z. B. Esslust) oder durch Missgeschicke in komische Lagen. Auch unfreiwillige Demaskierung bildet einen Teil der Komik. Nicht nur der Fürst, sondern auch andere, sowohl fiktive, als auch historische Figuren greifen auf das Inkognito zurück.
Da zu Leopolds I. Zeiten – anders als zu denen Mays – der Soldatenstand einen schlechten Ruf hatte, wurden junge, kräftige Männer und besonders „Lange Kerls“ durch List oder Gewalt als Soldaten rekrutiert. Dieses Pressen fand nicht nur im eigenen Land, sondern auch in Nachbarländern statt. Das Wendland, in dem vier der Geschichten spielen, war dünn besiedelt, hatte eine schwache militärische Präsenz und eine lange, schwer zu bewachende Grenze zwischen Hannover und Preußen: Ein idealer Ort, um über die Grenze Rekruten zu pressen. Der Fürst macht Jagd auf die hannoverschen „Seelenverkäufer“, geht aber auch selber zum Pressen hinüber. Das Werber(un)wesen, ob hannoversch, sächsisch, preußisch oder anhaltisch, wird dabei von May kritisiert. Obwohl die Geschichten im Soldatenmilieu und z. T. während einiger Kriege spielen, bleiben sie fern vom Schlachtengetümmel. Der Drill des Fürsten und die Grausamkeiten von der Trencks werden zwar erwähnt, aber es werden jeweils nur harmlose Szenen beschrieben.

### Historische Persönlichkeiten und Hintergründe weiterer Erzählungen

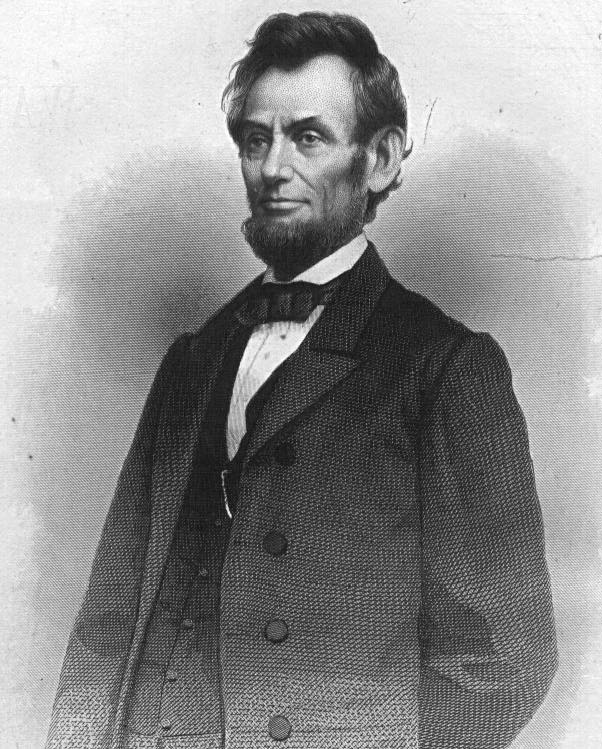
Abraham Lincoln

Innerhalb seiner historischen Erzählungen nimmt Die Rose von Ernstthal eine Sonderstellung ein, da sie sowohl zu den Erzgebirgischen Dorfgeschichten gehört, als auch große Ähnlichkeit mit den Dessauer-Geschichten aufweist. Schauplatz ist Mays Geburtsort zur Zeit des Zweiten Schlesischen Krieges (1744–1745). Ein preußischer Offizier, Patenkind des Alten Dessauers und Geliebter der Titelfigur, spürt einem Hochverräter nach, der mit sächsischen Werbern kollaboriert.
Anekdoten über die Streiche und Reitkünste des jungen Gebhard Leberecht von Blücher in Stolp nach 1770 verarbeitete May in der Militärhumoreske Husarenstreiche. In Die Kriegskasse wird dann die Vorbereitung zu Blüchers Rheinübergang während der Befreiungskriege (1813–1815) behandelt. Obwohl May antifranzösische und prodeutsche Tendenzen bezüglich des militärischen Geschehens darstellt, bleibt die Erzählung frei von nationalistischen Vorurteilen.

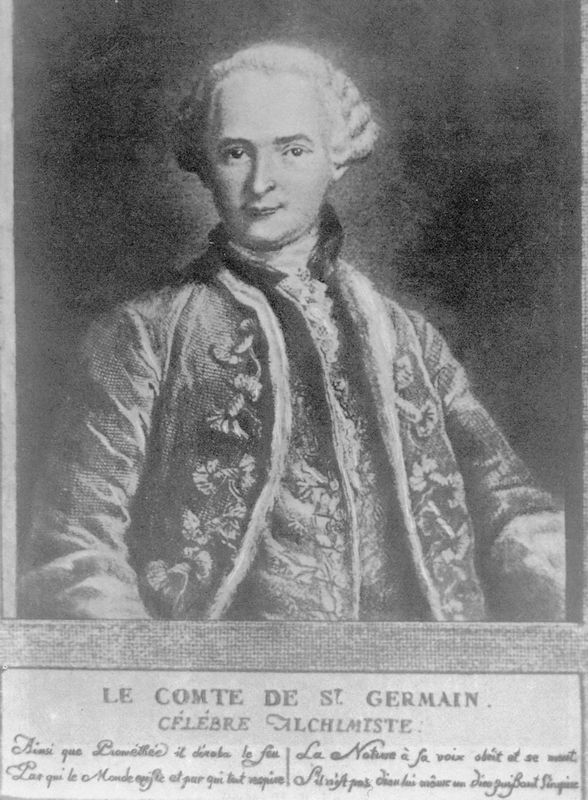
Graf von Saint Germain

Robert Surcouf

Die Texte Ein Self-man und Three carde monte sind eigentlich Abenteuererzählungen, die in den Vereinigten Staaten spielen und um zwei historische Persönlichkeiten gesponnen wurden. Der jeweilige Erzähler trifft mehrfach auf den jungen Abraham Lincoln und stellt sich mit diesem dem Falschspieler und vermeintlichen Schurken Kanada-Bill entgegen. Beiden Erzählungen ist das erste Zusammentreffen der Helden gemein, bei dem Lincoln im Wald eine Rede übt.
Mays Südafrika-Erzählung Der Boer van het Roer – Umarbeitung der kürzeren Fassung Der Africander zur Reiseerzählung – spielt kurz vor der Entscheidungsschlacht zwischen den Zulu-Häuptlingen Panda und
Dingaan im Jahre 1840. Auf Seiten Pandas stehen die Helden sowie der (eigentlich bereits verstorbene) Burenführer Pieter Uys. Bemerkenswert ist, dass May wie schon in der vorherigen Erzählung entgegen den Vorurteilen seiner Zeit einen weißen Helden eine Farbige heiraten lässt.
Beinahe alle Figuren der Kriminal-Novelle Ein Fürst des Schwindels – Überarbeitung der kürzeren Fassung Aqua benedetta – sind historisch. Gegenspieler des Helden ist der als Alchemist, Geheimagent und Hochstapler bekannte Graf von Saint Germain, der zunächst in Versailles in Gegenwart von Madame de Pompadour und König Ludwig XV.  auftritt. Die Handlung wechselt dann nach Haag, wo sich zudem Giacomo Casanova dem Grafen entgegenstellt, und endet mit dessen Tod 1780 (eigentlich 1784) bei Karl von Hessen-Kassel in Eckernförde.
In der Novelle Robert Surcouf trifft der Titelheld während der Französischen Revolution in Toulon zunächst auf Napoléon Bonaparte. Im Indischen Ozean bekämpft er England, in dem er dessen Schiffe kapert, und wird dadurch zum Seehelden. Nach der Revolution kehrt Surcouf nach Frankreich zurück, wo es in Paris zu einer weiteren Begegnung mit Napoléon kommt. In einer Nebenepisode geht diesem Treffen die Audienz Robert Fultons im Jahre 1801 voraus, der erfolglos um Unterstützung für die Entwicklung des Dampfschiffs bittet.

## Humor
May setzt Humor zur Typisierung der Figuren, bei Monologen und Dialogen sowie als Situationskomik ein. Zur Mayschen Komik gehören die sprachlichen Eigentümlichkeiten der Figuren wie Sprachverwirrungen, ständig wiederholte Phrasen oder die wiederholte, aber nie beendete Geschichte. Ebenso häufig verwendet er Elemente des Karnevals wie Schimpfreden, scheinbare Erniedrigung des Hohen und Erhöhung des Niedrigen, Karikatur von Würdenträgern sowie das Motiv der Maskerade. Hinzu kommen noch das Spiel mit Fremdworten, ausgefallene Tierbeschreibungen und die Sprachsituation beim Symmetrieprinzip, bei der identische Sachverhalte unterschiedlich benannt und beurteilt werden. May beschränkt sich nicht nur auf eine heitere Darstellung, sondern setzt die Komik auch zur Lösung des Spannungsverhältnisses ein.
Die Humoresken ohne historischen Hintergrund sind von „der humoristischen Seite her überzeugender“ als die Dessauer-Geschichten. Insgesamt betrachtet erweist sich – laut Zaremba – Mays Humor in dessen späteren Werken als „geistreicher und volkstümlicher als in früheren Phasen seines Schaffens“.

## Wahrheitsgehalt
Exemplarisch wurde gezeigt, dass May das kleinstädtische Milieu in den Humoresken ohne historischen Bezug präzise und realistisch wiederzugeben wusste.
Viele der von May verwendeten Anekdoten über den Alten Dessauer, u. a. dass er sich unerkannt im Lande bewegen wollte, sind historisch verbürgt. Ebenso sind die Fakten zur Person mit einigen Ausnahmen korrekt dargestellt. Bei Nebenpersonen, allgemeinen Lebensbedingungen und Ortschaften wird May allerdings ungenau bzw. macht er unhistorische Angaben. May will dem Leser zwar Historizität vermitteln, überträgt dabei allerdings den Stand des 19. Jahrhunderts in seine Texte, ohne dies für die eigentliche Handlungszeit anzupassen. Dies führt dazu, dass Personen falsche Titel tragen, (noch) nicht erreichte Funktionen ausüben oder sich zum entsprechenden Zeitpunkt nicht vor Ort aufhielten und historische Gegebenheiten wie z. B. Grenzverläufe außer Acht bleiben. Beispielsweise entsprach das negative Bild, das May von den Jesuiten zeichnet, nicht der Wirklichkeit während der Handlungszeit, sondern spiegelt vermutlich den Kulturkampf wider, der zu ihrem Verbot in Preußen führte. Auch bleiben die Landschaften und Orte blass und sind z. T nicht lokalisierbar. Die Dessauer-Geschichten leiden allerdings kaum an diesen Schwächen, da sie nicht mehr als den Hintergrund bilden.
In den anderen historischen Erzählungen fällt der Wahrheitsgehalt unterschiedlich aus: Historische Fakten über Blücher hat May seinen Quellen entnommen. Sowohl die Belling-Husaren, als auch das Lützower Freikorps in den Blücher-Erzählungen hat es gegeben. In den beiden Wildwest-Erzählungen kommen zwar ein paar geschichtliche Bezüge vor, aber ansonsten haben sie mit der tatsächlichen Historie wenig gemein: Der Kanada-Bill war – vom Falschspiel abgesehen – ebenso wenig ein Schurke wie Abraham Lincoln ein bedeutender Abenteurer. Dessen fiktive Reden gleichen den historischen, aber seine Anwesenheit bei einem Ölbrand ist ein Anachronismus. In den Südafrika-Erzählungen hingegen stimmen der historische und geografische Hintergrund sowie die Darstellung historischer Persönlichkeiten weitgehend, teilweise sogar bis ins Detail. Die hier vorkommenden Anachronismen rühren daher, dass May das Ende von Dingaans Herrschaft mit historischen Details zweier früherer Schlachten weiter ausschmückt. Dies führte zum Auftreten des eigentlich bereits verstorbenen Pieter Uys. Auch bei den Saint-Germain-Erzählungen findet sich eine relativ große Nähe zur wahren Historie. Die tatsächlichen Zeiträume stimmen aber nicht ganz überein. Robert Surcouf und seine Aktivitäten, die Situation in Frankreich und allgemein in Europa zwischen 1793 und 1804 sowie die Freibeuterei jener Zeit und ihren geschichtlichen Rahmen hat May korrekt dargestellt. Von Surcoufs Begegnungen mit Napoléon ist nur die Belohnung historisch belegt.
Bei dem stellenweisen Mangel an Authentizität – von dichterischer Freiheit abgesehen – muss bedacht werden, dass May zu jener Zeit „beständig am Existenzminimum entlang (schrieb)“ und daher unter hohem Produktionsdruck stand. Zudem waren seine Recherchemöglichkeiten begrenzt.

## Militarismus
Viele der hier behandelten Werke zeichnen sich durch das Soldatenmilieu aus und stehen im Widerspruch zu Mays sonstigen Friedensbemühungen. Dabei schwankt er zwischen antimilitaristischen Äußerungen und der Freude an Militärhumoresken, deren Vereinbarkeit in der May-Forschung umstritten ist.
Zu Mays Einstellung zum Militär während der Zeit des Frühwerks gibt es unterschiedliche Ansichten: Gerhard Klußmeier warnt davor, antimilitaristische Äußerungen aus den Dessauer-Geschichten herauszufiltern, denn er sieht eine „Sympathie und letztlich Bewunderung für den Soldatenstand zu jener Zeit“ bei May, von der er sich erst später abwandte. Der Soldatenstand war damals sehr angesehen und daher habe May seine Ausmusterung 1862 als „persönliches Manko“ empfunden. In Mays Texten dieser Zeit gehört die Sympathie den Offizieren, sofern sie auf der richtigen Seite stehen, während die Zivilisten oft als unbeholfen dargestellt werden und sogar zum Objekt derber Späße der Offiziere werden können. Die Darstellung schneidiger, tadelloser Offiziere war genretypisch und entsprach dem Zeitgeschmack. Es kommt somit auch ein kaufmännischer Aspekt in Betracht, wenn May „sowohl der Erwartungshaltung seines Publikums als auch den Anforderungen populärer Familienzeitschriften Rechnung [trägt], indem er eine [...] Figur militärischen Zuschnitts zum Helden erkor“. Nach Lorenz war May „ein Kind seiner Zeit, mit einer naiven Freude an gelungenen militärischen Handstreichen“, aber ohne „besonders ausgeprägte[r] militaristische[r] […] Haltung“. Während seiner dritten Haft saß May im Zuchthaus Waldheim ein und auf die dortigen Wachsoldaten führt Hainer Plaul eine Abneigung gegen das sächsische Militär zurück. Herbert Meier sieht sogar eine generelle Abneigung gegenüber dem Soldatenstand und Offizieren, was Klaus Walther darauf zurückführt, dass Mays Vater militärisches Befehlen mit seinem Sohn übte. Hartmut Kühne weist darauf hin, dass die negativen Figuren fast regelmäßig mit Rekrutierung bestraft werden, und leitete daraus ab, dass „das Soldatenhandwerk […] in den Augen Mays ein wenig erstrebenswertes Dasein“ war. May erwähnt den negativen Einfluss des Militärwesens auf das Privatleben, aber das Grauen des Soldatenalltags verschweigt er, obwohl entsprechend kritische Literatur bereits vorhanden war. Zwar wird das Werberwesen im Allgemeinen negativ dargestellt, allerdings sieht Axel Kahrs in den Dessauer-Geschichten eine Verharmlosung des Pressens zu einem „Abenteuer mit spaßigen Einlagen“. Gerade Leopold I., der die Brauchbarkeit von Soldaten nur nach Körpermaß und Muskulatur taxiert, hätte nach Stephan Kraus & Hartmut Wörner für „die Personifizierung eines antimilitaristischen Standpunktes getaugt“.
Im Frühwerk finden sich kaum klare Tendenzen zum späteren Pazifismus Mays. Für einen Vorbestraften war offene Kritik am preußischen Militärwesen in den 1870/80er Jahren undenkbar. Lediglich zwischen den Zeilen lässt sich Kritik herauslesen. Ein Beispiel für eine frühe Betonung seiner Friedensliebe findet sich in seinen Geographischen Predigten (1875/76): Erinnert doch grad' (das Wort „Feld“) an den größesten und häßlichsten Gegensatz der Liebe, welcher seine Opfer unter dröhnendem Rossesstampfen und brüllendem Kanonendonner auf dem „Schlachtfelde“ in „des Todes blutige Rosen“ bettet. Deutliche Hinweise auf Pazifismus finden sich in den Reiseerzählungen. So kritisiert May das preußische Militärwesen unter dem Deckmantel nordamerikanischer Militärs, die deutliche Charakterzüge des deutschen Obrigkeitsstaates tragen. Erst im Spätwerk trat May entschieden für den Pazifismus ein und schrieb z. B. mit Und Friede auf Erden (1904) gegen die öffentliche Meinung an.

## Kritik
Durch Überarbeitung älterer Texte perfektionierte May seine Werke und ein Fortschreiten seines schriftstellerischen Könnens lässt sich bereits in den ersten Jahren erkennen. Dennoch hält das Frühwerk – mit Ausnahmen – einem Vergleich mit späteren Werken nicht stand. Der literarische Anfänger ist in den Texten erkennbar.
Die Humoresken ohne historischen Bezug befindet Wohlgschaft als „sehr flüssig und amüsant, sehr lustig und spannend“ geschrieben; sie sind laut Eckehard Koch „im Detail liebevoll ausgemalt“ und nehmen nach Plaul teilweise „ein gutes mittleres Niveau ein“. Zu Mays besten Humoresken zählt Wohlgschaft Im Wollteufel. Diese Humoresken sind formal und inhaltlich besser geglückt als die Dessauer-Geschichten. Der literarische Wert der Dessauer-Geschichten ist in der May-Forschung umstritten. Die Rose von Ernstthal beschreibt Kühne als „flüssig geschrieben und geschickt konstruiert'“. Lowsky hat in der Erzählung Die Kriegskasse zwar eine gewandte Vorausdeutungstechnik, aber einen misslungenen Spannungsbogen gefunden. Jene Texte, die May in Frohe Stunden veröffentlichte (Die Kriegskasse, Aqua benedetta, Ein Self-man, Husarenstreiche und Der Africander), empfindet Meier als „kantig und holzschnittartig erzählt“, da sie wohl nicht mehr als unter hohem pekuniärem Druck entstandene Skizzen darstellen. Spätere Neufassungen (Three carde monte. Der Boer van het Roer und Ein Fürst des Schwindels) sind gemäß Meier und Siegfried Augustin “qualitativ besser, gediegener, wesentlich breiter im Erzählfluß” und teilweise deutlich spannender. Allerdings fällt hier Three carde monte mit einer planlosen Handlungsführung und undifferenzierter Personenzeichnung negativ auf, bekundet Claus Roxin. Über Der Boer van het Roer stellt Koch fest, „man meint, nicht eine frühe Erzählung, sondern ein Reiseabenteuer aus Mays ,reiferer’ Schriftsteller-Zeit vor sich zu haben“. Robert Surcouf ist nach Meier plastisch und spannend geschrieben und gilt als eine der besten historischen Novellen.
Dass May Farbige entgegen den Vorurteilen seiner Zeit als gleichwertige Menschen behandelte, ist besonders hervorzuheben.

## Bedeutung für spätere Werke
Die hier behandelten Erzählungen sind für die Entwicklung des literarischen Werkes von großer Bedeutung: Wie auch in anderen seiner Frühwerke finden sich in den Humoresken und historischen Erzählungen die Figuren, Handlungselemente und Schauplätze vorgeformt, die May später in seinen Kolportageromanen und Reiseerzählungen in fremde Länder übertrug und weiter ausarbeitete. Viele Motive wie der Jagdhieb, Lauschen, das Zureiten eines wilden Pferdes, Schatzhebung, das Erscheinen als jemand Geringes, um dann sich dann als Alleskönner zu erweisen, findet sich bereits in den historischen Erzählungen. Außerdem nimmt das „Ich-Ideal“ der Reiseerzählungen, das nach diesen Motiven aufgebaut ist, bereits feste Form an. Ohne die Humoresken als Vorstudien wären die skurrilen Figuren der späteren Werke wie z. B. Hobble-Frank und Heimdall Turnerstick nicht denkbar.

## Bibliografie
Diese Erzählungen erschienen zunächst in Unterhaltungsblättern und Volkskalendern, darunter solche, die May selbst redaktionell betreute (z. B. Deutsches Familienblatt und Frohe Stunden). Einige Texte erschienen unter den Pseudonymen Emma Pollmer, Ernst von Linden oder Karl Hohenthal. Eine ganze Reihe der Texte wurde z. T. mehrfach nachgedruckt. Dabei reichte May auch solche Werke als Originalbeiträge ein, die bereits andernorts erschienen waren, indem er lediglich Titel, Verfasserangabe oder beides änderte.
In den folgenden Tabellen sind die aktuellen Nummern des Bandes und der Erzählung aus Karl May’s Gesammelten Werken (Titel können hier abweichen), der Titel des entsprechenden Reprints der Karl-May-Gesellschaft sowie Abteilung und Bandnummer der historisch-kritischen Ausgabe Karl Mays Werke (sofern bereits erschienen) angegeben.

### Humoresken ohne historischen Bezug
| Titel                             | Jahr | Anmerkungen                                    | Karl May’s Gesammelte Werke | Reprints der Karl-May-Gesellschaft | Historisch-kritische Ausgabe |
| --------------------------------- | ---- | ---------------------------------------------- | --------------------------- | ---------------------------------- | ---------------------------- |
| Im Seegerkasten                   | 1875 |                                                | 84,14                       | Unter den Werbern                  | I.3                          |
| Die Fastnachtsnarren              | 1875 | Erstdruck in selbst redigiertem Blatt          | 72,03                       | Old Firehand                       | I.3                          |
| Ausgeräuchert                     | 1876 |                                                | 47,05                       | Unter den Werbern                  | I.3                          |
| Auf den Nußbäumen                 | 1876 | Erstdruck in selbst redigiertem Blatt          | 47,12                       | Old Firehand                       | I.3                          |
| Im Wasserständer                  | 1876 |                                                | 90,05 (47,07)               | Unter den Werbern                  | I.3                          |
| Im Wollteufel                     | 1876 | Erstdruck in selbst redigiertem Blatt          | 47,06                       | Feierstunden am häuslichen Heerde  | I.3                          |
| Die verhängnißvolle Neujahrsnacht | 1877 |                                                | 84,15                       | Unter den Werbern                  | I.3                          |
| Die beiden Nachtwächter           | 1877 | Variante von Die verhängnißvolle Neujahrsnacht | 47,09                       | Der Waldkönig                      | I.3                          |
| Das Ducatennest                   | 1878 | Überarbeitung von Im Seegerkasten              | 90,06 (47,13)               | Old Firehand                       | I.3                          |
| Die falschen Excellenzen          | 1878 |                                                | 47,08                       | Unter den Werbern                  | I.3                          |
| Die verwünschte Ziege             | 1878 |                                                | 47,10                       | Old Firehand                       | I.3                          |
| Ziege oder Bock                   | 1878 | Variante von Die verwünschte Ziege             | 79,06                       |                                    | I.3                          |
| Die Laubthaler                    | 1878 | Überarbeitung von Ausgeräuchert                | 90,04                       | Old Firehand                       | I.3                          |
| Die Universalerben                | 1879 |                                                | 47,11                       | Der Waldkönig                      | I.3                          |
| In den Eiern                      |      | Fragment, Nachlass                             | 90,09                       |                                    | I.3                          |
| [Otto-Victor-Fragment]            |      | Fragment, Nachlass                             | 79,07                       |                                    | I.3                          |

Diesen Humoresken ähnlich sind Beginn und Ende des Kriminalromans Auf der See gefangen (1877/78), der auf Personal aus dem Otto-Victor-Fragment und Ziege oder Bock zurückgreift, sowie die Old-Shatterhand-Streiche im gestrichenen Kapitel In der Heimath von Krüger Bei (1894). Den Handlungsort haben diese Humoresken mit den Erzgebirgischen Dorfgeschichten gemein.

### Geschichten über den Alten Dessauer
| Titel                            | Jahr | Anmerkungen                                        | Karl May’s Gesammelte Werke | Reprints der Karl-May-Gesellschaft | Historisch-kritische Ausgabe |
| -------------------------------- | ---- | -------------------------------------------------- | --------------------------- | ---------------------------------- | ---------------------------- |
| Ein Stücklein vom alten Dessauer | 1875 | Erstdruck in selbst redigiertem Blatt              | 84,12                       | Old Firehand                       |                              |
| Unter den Werbern                | 1876 | Erstdruck in selbst redigiertem Blatt              | 42,07                       | Unter den Werbern                  |                              |
| Die drei Feldmarschalls          | 1878 |                                                    | 42,05                       | Old Firehand                       |                              |
| Der Pflaumendieb                 | 1879 | Überarbeitung von Ein Stücklein vom alten Dessauer | 42,03                       | Der Waldkönig                      |                              |
| Der Scheerenschleifer            | 1880 |                                                    | 42,01                       | Old Firehand                       |                              |
| Fürst und Leiermann              | 1881 |                                                    | 42,04                       | Unter den Werbern                  |                              |
| Ein Fürst-Marschall als Bäcker   | 1882 |                                                    | 42,02                       | Unter den Werbern                  |                              |
| Der Amsenhändler                 | 1883 |                                                    | 84,13                       | Unter den Werbern                  |                              |
| Pandur und Grenadier             | 1883 |                                                    | 42,06                       | Unter den Werbern                  |                              |

Die Untertitel verweisen meist auf eine Episode aus dem Leben des („)alten Dessauer(s)(“).

### Weitere Erzählungen mit historischen Persönlichkeiten und Hintergründen
| Titel                    | Jahr           | Anmerkungen                                             | Karl May’s Gesammelte Werke | Reprints der Karl-May-Gesellschaft | Historisch-kritische Ausgabe     |
| ------------------------ | -------------- | ------------------------------------------------------- | --------------------------- | ---------------------------------- | -------------------------------- |
| Die Rose von Ernstthal   | 1874 oder 1875 | Erzgebirgische Dorfgeschichte                           | 43,08                       | Unter den Werbern                  | I.5                              |
| Die Kriegskasse          | 1877           | Erstdruck in selbst redigiertem Blatt                   | 47,04                       | Frohe Stunden                      |                                  |
| Aqua benedetta           | 1877           | Erstdruck in selbst redigiertem Blatt                   | 71,07                       | Frohe Stunden                      |                                  |
| Ein Self-man             | 1877/78        | Erstdruck in selbst redigiertem Blatt                   | 71,08                       | Frohe Stunden                      | I.8                              |
| Husarenstreiche          | 1878           | Militärhumoreske, Erstdruck in selbst redigiertem Blatt | 47,03                       | Frohe Stunden                      |                                  |
| Der Africander           | 1878           | Erstdruck in selbst redigiertem Blatt                   | 71,09                       | Frohe Stunden                      | I.8                              |
| Three carde monte        | 1879           | Motivvariation von Ein Self-man                         | (Buchfassung: 19, Kap. 1–3) | Kleinere Hausschatz-Erzählungen    |                                  |
| Der Boer van het Roer    | 1879           | Umarbeitung von Der Africander zur Reiseerzählung       | (Buchfassung: 23,02)        | Kleinere Hausschatz-Erzählungen    | (IV.26 per Variantenverzeichnis) |
| Ein Fürst des Schwindels | 1880           | Überarbeitung von Aqua benedetta                        | 48,01                       | Kleinere Hausschatz-Erzählungen    |                                  |
| Robert Surcouf           | 1882           |                                                         | 38,02                       | Kleinere Hausschatz-Erzählungen    |                                  |

Unter Mays Werken finden sich auch historische Romane bzw. Romane mit historischen Bezügen: Der beiden Quitzows letzte Fahrten (1876/77, Ende nicht von May), Das Waldröschen (1882–84), Die Liebe des Ulanen (1883–85, mit Auftritten von Blücher und Napoléon), Deutsche Herzen – Deutsche Helden (1885–88) und Der Weg zum Glück (1886–88).

### Buchausgaben

Buchausgabe des Der Boer van het Roer

Nachdrucke der Humoresken Die Fastnachtsnarren, Im Seegerkasten, Ein Stücklein vom alten Dessauer und Die beiden Nachtwächter erschienen in Das Buch der Unterhaltung (1879 oder 1880), das Buch Fürst und Leiermann folgte 1884 und Die drei Feldmarschalls wurde 1888 als 32. Band in Bachem’s Novellen-Sammlung aufgenommen. May selbst veröffentlichte Robert Surcouf unter dem Titel Ein Kaper als erste Abteilung des Buches Die Rose von Kaïrwan (1893 oder 1894), in der ein lockerer Bezug zu der dritten Abteilung, der Reiseerzählung Eine Befreiung, besteht. Ein Self-man und Der Africander erschienen unter den Titeln Im wilden Westen bzw. Ein Abenteuer in Südafrika in der Anthologie Der Karawanenwürger (1894). Three carde monte erschien durch die Integration in den Text von Old Surehand II (1895) in Buchform, wobei May nun auch den Tod des Kanada-Bill beschreibt und durch Abänderung der Rahmenerzählung seinen Anachronismus umdeutet. Der Boer van het Roer ist zwar im Gegensatz zur Vorversion bereits eine Reiseerzählung, allerdings bearbeitete May sie bei Übernahme in die Anthologie Auf fremden Pfaden (1897), um die Handlung in seine eigene Lebenszeit zu verlegen. Jene Texte, die im Verlag H. G. Münchmeyer erschienen waren, wurden ohne Mays Autorisierung in der Anthologie Humoresken und Erzählungen (1902) herausgegeben, wobei Der Amsenhändler den Titel von Ein Stücklein vom alten Dessauer erhielt.